# Kunigami
Kunigami (jap. 国頭村 Kunigami-son) – wieś w Japonii, w prefekturze Okinawa, na wyspie Okinawa. Według danych na rok 2020 miejscowość zamieszkiwało 4 517 mieszkańców , a gęstość zaludnienia wyniosła 23,2 os./km².